# Murphy J. Foster, Jr.
Murphy J. Foster, Jr., também conhecido como Mike Foster (Franklin, 11 de julho de 1930 – Franklin, 4 de outubro de 2020) foi o 53.º governador da Luisiana, ocupando o cargo de julho de 1996 até julho de 2004.
Morreu em 4 de outubro de 2020, aos 90 anos.

## Histórico eleitoral
Senador estadual, do Distrito Senatorial 21, 1987

Primeiro Voto, 24 de outubro de 1987
| Candidato             | Afiliado  | Votos        | Resultado |
| Mike Foster           | Democrata | 24 183 (64%) | Eleito    |
| Anthony Guarisco, Jr. | Democrata | 13 599 (36%) | Derrotado |

Senador estadual, do Distrito Senatorial 21, 1991
| Candidato     | Afiliado     | Votos        | Resultado |
| Mike Foster   | Democrata    | 30 836 (85%) | Eleito    |
| Eddie Albares | Independente | 5232 (15%)   | Derrotado |

Governador da Luisiana, 1995
Primeiro Voto, 21 de outubro de 1995
| Candidato     | Afiliado    | votos         | Resultado     |
| Mike Foster   | Republicano | 385 267 (26%) | Segundo turno |
| Cleo Fields   | Democrata   | 280 921 (19%) | Segundo turno |
| Mary Landrieu | Democrata   | 271 938 (18%) | Derrotado     |
| Buddy Roemer  | Republicano | 263 330 (18%) | Derrotado     |
| Outros        | n.a.        | 274 440 (19%) | Derrotados    |

Segundo voto, 18 de novembro de 1995
| Candidato   | Afiliado    | Votos         | Resultado |
| Mike Foster | Republicano | 984 499 (64%) | Eleito    |
| Cleo Fields | Democrata   | 565 861 (36%) | Derrotado |

Governador da Luisiana, 1999
- Primeiro Voto, 23 de outubro de 1999

| Candidato      | Afiliado    | votos         | Resultado  |
| Mike Foster    | Republicano | 805 203 (62%) | Eleito     |
| Bill Jefferson | Democrata   | 382 445 (30%) | Derrotado  |
| Outros         | n.a.        | 107 557 (8%)  | Derrotados |